# Лехницкий, Сергей Георгиевич
Серге́й Гео́ргиевич Лехни́цкий (22 июня 1909, Кострома — 10 сентября 1981) — советский учёный в области механики и педагог высшей школы; доктор физико-математических наук, профессор.

## Биография
Родился в семье обедневших дворян, родители работали учителями в Костроме и Кинешме. В 1926 году окончил школу-девятилетку. В 1931 году окончил механическое отделение (первый выпуск) физико-математического факультета Ленинградского университета по специальности «механика»; во время учёбы преподавал математику на рабфаке при Ленинградском институте изобразительных искусств.
С 1934 года, по окончании аспирантуры университета по специальности «механика деформируемого твёрдого тела» (научные руководители — профессора С. А. Гершгорин и Г. В. Колосов) — ассистент кафедры теории упругости ЛГУ, с 1935 года — старший научный сотрудник НИИ математики и механики ЛГУ.
Летом 1937 года возглавил вновь открывшуюся кафедру теории упругости в Саратовском государственном университете. За годы работы в Саратовском университете (1937—1959) подготовил и прочитал ряд оригинальных общих и специальных курсов, руководил несколькими специальными семинарами, создал и возглавил новое в то время научное направление — теория упругости анизотропного тела. В 1956 году вошёл в Первоначальный состав Национального комитета СССР по теоретической и прикладной механике.
С 1959 года жил в Ленинграде, работал старшим научным сотрудником Всесоюзного научно-исследовательского маркшейдерского института.
Скончался на отдыхе в Крыму. Похоронен на Южном кладбище Санкт-Петербурга.

## Научная деятельность
В 1930-е годы опубликовал первые самостоятельные работы по теории упругости анизотропного тела.
22 мая 1935 года защитил кандидатскую («Плоская задача теории упругости анизотропного тела»), 19 июня 1940 года — докторскую диссертацию («Некоторые задачи теории упругости анизотропного тела»). С 16 августа 1941 года — профессор.
Подготовил шесть кандидатов наук.

### Избранные труды
- Устойчивость анизотропных пластинок. — М.; Л.: Гостехиздат, 1943. — 66 с.
- Анизотропные пластинки. — М.: ГИТТЛ, 1947. — 355 с.
  -  — 2-е изд. — М.: Гостехиздат, 1957. — 463 с.
- Теория упругости анизотропного тела. — М.: Гостехиздат, 1950.

## Награды
Сталинская премия (1947) — за монографию «Анизотропные пластинки».